# Gesta Danorum

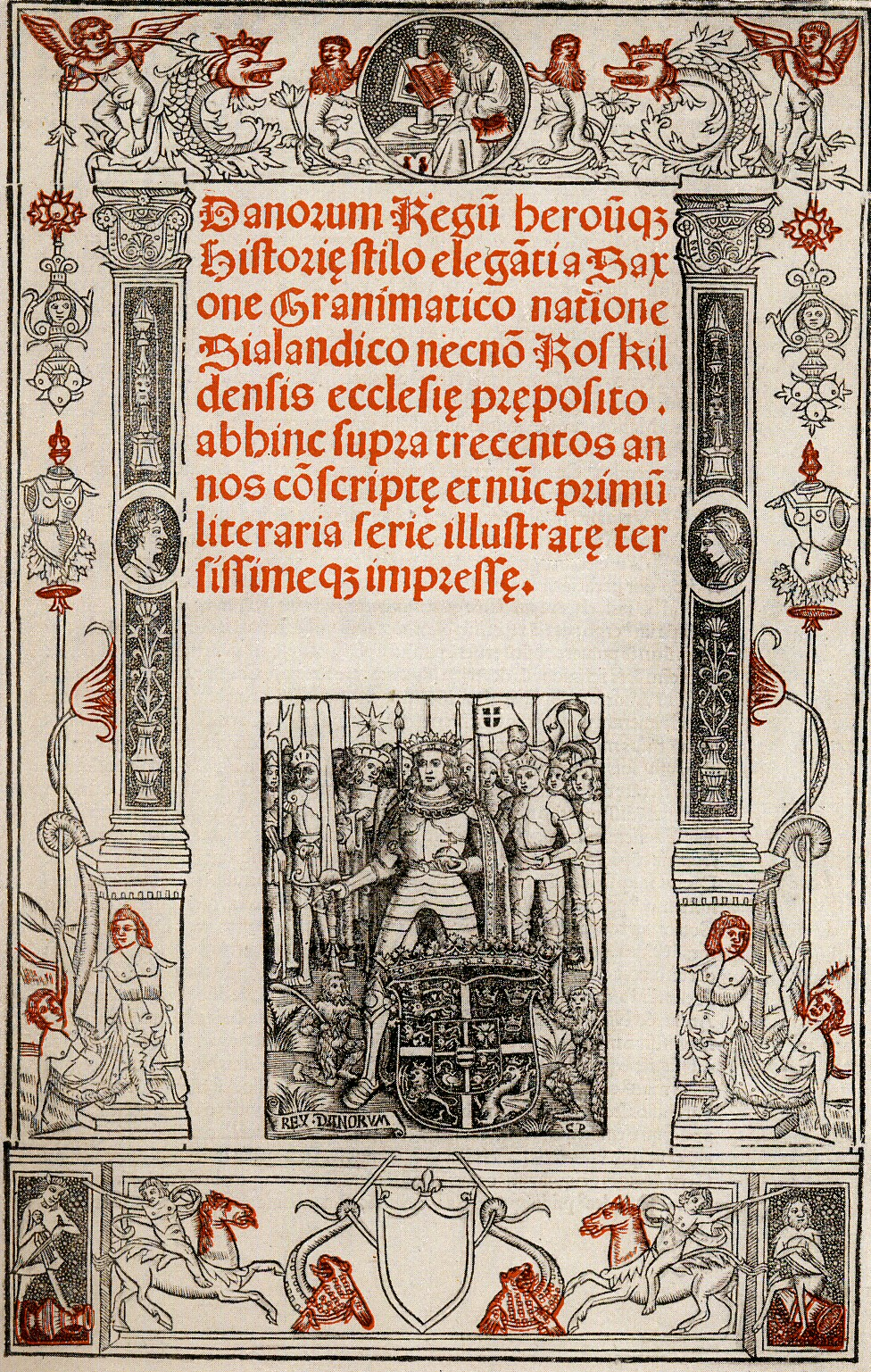
Gesta Danorum

Gesta Danorum – średniowieczna kronika historii Danii.
Gesta Danorum (łac. dosł. "Czyny Duńczyków") zostały zapisane przez Saxo Gramatyka w języku łacińskim w 16 tomach. Dzieło to stanowi największe osiągnięcie średniowiecznej literatury duńskiej. Kronika powstała z polecenia duńskiego biskupa Absalona. Prace nad kroniką zaczęły się w roku 1185, a ostatnia księga została ukończona prawdopodobnie po roku 1222.

## Treść
Gesta... opisują historię duńską (i momentami szerzej – nordycką) od około roku 600 p.n.e. do późnego XII wieku. Szesnaście ksiąg można podzielić na dwie części:
1. księgi I do IX: dzieje staronordyckie. Księga IX kończy się wspomnieniem Gorma Starego, pierwszego udokumentowanego władcy Danii,
2. księgi X do XVI: historia średniowieczna. Księga XVI kończy się na pierwszych latach panowania króla Kanuta VI.

Ostatnie trzy księgi Gesta Danorum opisują podbój Rugii i Pomorza Zachodniego przez Danię. 'Gesta...' zawierają również jeden z nielicznych opisów świątyni pogańskiej, pogańskich obrzędów i posągów bóstw słowiańskich. Saxo opierał się w swym opisie na relacjach naocznych świadków, w związku z czym jego dzieło jest pierwszorzędnym źródłem do dziejów Słowiańszczyzny Zachodniej XII wieku.

## Źródła, kontynuacje i nawiązania

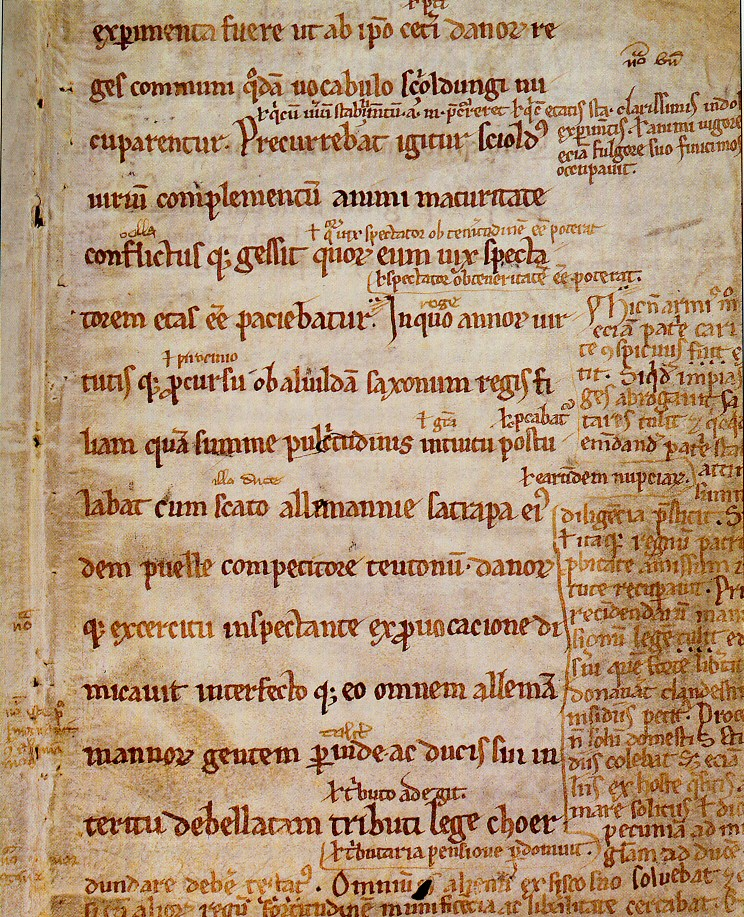

Saxo Gramatyk pisząc Gesta... opierał się na pracach Adama z Bremy i na kronice z Roskilde. Jednak w istocie Gesta... miały służyć jako przeciwwaga dla kronik Adama piszącego z polecenia arcybiskupstwa hamburskiego. Duński kościół, zamawiając Gesta..., na celu miał wzmocnienie niezależności Danii, a tym samym i duńskiego kościoła.
Po wiekach Gesta Danorum posłużyła za inspirację Szekspirowi przy tworzeniu Hamleta. Przedstawiony w kronice poczet prehistorycznych władców Danii jest jednym ze źródeł, na podstawie których można dziś pokusić się stworzenie listy legendarnych i półlegendarnych władców tego kraju.
Kontynuacja Gesta Danorum znajduje się w czternastowiecznej kronice Chronica Jutensis. Kronika ta zawiera również streszczenie (około jednej czwartej objętości oryginału) dzieła Saxo (→Compendium Saxonis). To właśnie z tego streszczenia pochodzi tytuł Gesta Danorum – Saxo sam nie nazwał tak swoich kronik.

## Tłumaczenia na jęz. duński
Oryginał kroniki zaginął. Ocalały tylko cztery strony pergaminowe. Tekst łaciński po raz pierwszy ukazał się drukiem w roku 1514 staraniem Christierna Pedersena. Następnie ukazał się szereg tłumaczeń kroniki na język duński. Autorami kolejnych tłumaczeń byli: Anders Sørensen Vedel (1575), Sejer Schousbølle (1752), Nikolai Frederik Severin Grundtvig (1818-22), Frederik Erhardt Winkel Horn (1898), Jørgen Olrik (1908-12) i  Peter Zeeberg (2000). W 1986 ukazała się też trzytomowa „kronika opowiedziana na nowo współczesnym językiem duńskim” autorstwa Mogensa Boisena (bazowana na tłumaczeniu F. Horna).